# Антилох
Антилох (грч. Ἀντίλοχος) је у грчкој митологији био син Нестора и Еуридике или Анаксибије, учесник тројанског рата.

## Митологија
Био је најмлађи од грчких вођа пред Тројом и омиљен и међу људима и међу боговима. Када је рођен, остављен је у планини, где га је отхранила кучка. Касније, пошто је просио лепу Хелену, морао је да учествује у тројанском рату. У рат је кренуо са двадесет лађа, заједно са својим оцем и братом Трасимедом. Током рата је постао близак пријатељ са Ахилом и он је имао задатак да га обавести о Патрокловој погибији. Учествовао је и на играма приређеним тим поводом у Патроклову част и преваром је победио Менелаја у трци колима, али је превару признао и задовољио се другим местом. Описан је као пожртвовани син, јер да би заштитио оца, погинуо је у борби са Мемноном. Према Хигину, њега је убио Хектор, а у другим изворима Парис и то у Аполоновом храму, заједно са Ахилом. Сахрањен је заједно са својим пријатељима Ахилом и Патроклом на Хелеспонту. Према предању, Одисеј је видео сени све тројице у Подземљу. Постоји и предање према коме су они наставили живот на острву Леуци.